# 総合環境政策局
総合環境政策局（そうごうかんきょうせいさくきょく）は、かつて存在した日本の環境省の内部部局の一つ。2017年に総合環境政策統括官の新設に伴い廃止。環境基本計画の策定、環境保全活動の支援、環境教育の推進、環境研究・技術開発の推進、グリーン購入の推進、環境税、環境影響評価等環境の保全に関する基本的施策を行っていた。
また、環境保健部が置かれており、化学物質による環境汚染の防止・調査・環境リスク評価、リスクコミュニケーションの推進、公害による健康被害の保護、水俣病対策等の施策を行っていた。

## 職務
主な職務は下記の通りである。

### 総合環境政策局
- 環境の保全に関する基本的な政策の企画及び立案並びに推進に関すること（大臣官房及び他局の所掌に属するものを除く。）。
- 環境の保全に関する関係行政機関の事務の調整に関すること（大臣官房及び他局の所掌に属するものを除く。）。
- 地球環境保全、公害の防止並びに自然環境の保護及び整備（以下「地球環境保全等」という。）に関する関係行政機関の経費の見積りの方針の調整に関すること。
- 地球環境保全等に関する関係行政機関の試験研究機関の経費及び関係行政機関の試験研究委託費の配分計画に関すること（地球環境局の所掌に属するものを除く。）。
- 国土利用計画のうち全国計画の作成に関すること（環境の保全に関する基本的な政策に係るものに限る。）。
- 公害の防止のための事業に要する費用の事業者負担に関する制度に関すること。
- 環境の保全の観点からの温室効果ガスの排出の抑制に関する基準等の策定及び規制等に関すること（地方公共団体実行計画その他の地方公共団体が行う温室効果ガスの排出の抑制に関する施策に関するものに限る。）。
- 環境の保全の観点からの工場立地の規制に関する基準等の策定及び当該規制の実施に関すること。
- 環境の保全の観点からの環境影響評価に関する基準等の策定及び環境影響評価に関する審査に関すること。
- 大阪湾臨海地域開発整備法の施行に関すること。
- 次に掲げる事務のうち環境省の所掌に係るものの総括に関すること。
  - 環境の保全上の支障を防止するための経済的措置に関し、環境の保全上の支障を防止するための経済的措置（環境基本法第二十二条）に関する事務に関すること。
  - 環境への負荷の低減に資する製品その他の物及び役務の利用の促進に関すること。
  - 事業者及び国民の環境の保全に関する理解の増進に関すること。
  - 事業者、国民又はこれらの者の組織する民間の団体（以下「事業者等」という。）が自発的に行う環境の保全に関する活動の促進に関すること。
  - 環境の保全に関する研究並びに技術の開発及び普及に関すること。
  - 環境の保全に関する地方公共団体との連絡に関すること。
- 国立研究開発法人審議会の庶務に関すること。
- 環境調査研修所の業務に関すること。
- 国立研究開発法人国立環境研究所の業務に関すること。
- 独立行政法人環境再生保全機構及び中間貯蔵・環境安全事業株式会社の組織及び運営一般に関すること。
- 環境の保全を目的とする事務及び事業に関すること並びにその目的及び機能の一部に環境の保全が含まれる事務及び事業に関する環境の保全の観点からの基準等の策定及び当該観点からの規制等に関すること（大臣官房廃棄物・リサイクル対策部及び他局の所掌に属するものを除く。）。

### 環境保健部
- 環境の保全に関する基本的な政策の企画及び立案並びに推進に関すること（発生機構が未解明な化学物質汚染の防止のために行うものに限る。）
- 環境の保全に関する関係行政機関の事務の調整に関すること（発生機構が未解明な化学物質汚染の防止のために行うものに限る。）
- 公害に係る健康被害の補償及び予防に関すること。
- 石綿による健康被害の救済に関すること（他の府省の所掌に属するものを除く。）。
- 環境の保全の観点からの化学物質の審査及び製造、輸入、使用その他の取扱いの規制に関する基準等の策定並びに当該規制の実施に関すること。
- 事業活動に伴い事業所において環境に排出される化学物質の量及び事業活動に係る廃棄物の処理を事業所の外において行うことに伴い当該事業所の外に移動する化学物質の量の把握並びに化学物質の管理の改善の促進に関する環境の保全の観点からの基準等の策定並びに当該観点からの当該把握された化学物質の量の集計及びその結果の公表に関すること。
- 環境調査研修所の業務に関すること（水俣病に関する総合的な調査及び研究並びに国内及び国外の情報の収集、整理及び提供に関するものに限る。）。
- 環境の保全を目的とする事務及び事業に関すること並びにその目的及び機能の一部に環境の保全が含まれる事務及び事業に関する環境の保全の観点からの基準等の策定及び当該観点からの規制等に関すること（発生機構が未解明な化学物質汚染の防止のために行うものに限る。）。

## 組織
- 局長 
  - 総務課
    - 環境研究技術室
    - 企画官
    - 調査官

  - 環境計画課
    - 計画官

  - 環境経済課
    - 環境教育推進室

  - 環境影響評価課 
    - 環境影響審査室
- 環境保健部
  - 環境保健企画管理課
    - 保健業務室
    - 特殊疾病対策室
    - 石綿健康被害対策室
    - 化学物質審査室
    - 調査官

  - 環境安全課
    - 環境リスク評価室

  - 参事官